# Blažo Đukanović
Blažo Đukanović, né le 26 novembre 1883 à Lukovo, dans la région de Nikšić et mort le 25 octobre 1943 au monastère d'Ostrog, était un militaire yougoslave issu de la communauté serbe du Monténégro. Il fut, pendant la Seconde Guerre mondiale, membre du mouvement nationaliste tchetnik dirigé par Draža Mihailović.

## Biographie
Général de brigade de l'armée du royaume de Yougoslavie, Blažo Đukanović est, avant-guerre, juge de la Haute cour militaire. Il est nommé ban (gouverneur) de la Banovine de la Zeta (province du royaume qui englobe le Monténégro) peu avant l'invasion de la Yougoslavie.
Le Monténégro, occupé par les Italiens, connaît un double soulèvement contre les occupants, mené par les nationalistes serbes locaux et par les Partisans communistes. Les groupes rebelles se trouvent cependant très vite en conflit les uns avec les autres. Đukanović est quant à lui reconnu par les chefs militaires Bajo Stanišić et Pavle Đurišić comme porte-parole des nationalistes, qui reconnaissent par ailleurs l'autorité de Draža Mihailović. Les Italiens jouent des dissensions entre insurgés pour conclure, en mars 1942, des accords avec les Tchetniks, et achever avec leur aide de chasser les communistes. Le 24 juillet, le gouverneur italien Alessandro Pirzio Biroli conclut avec les Tchetniks un nouvel accord, qui reconnaît Đukanović comme le chef officiel des forces armées nationalistes monténégrines, à la tête d'un « comité national », qui inclut également les séparatistes Verts. Les fonctions de ce comité semblent cependant avoir été essentiellement symboliques, Stanišić et Đurišić demeurant quant à eux les véritables chefs des forces tchetniks du gouvernorat du Monténégro. Mihailović, qui a installé son quartier-général au Monténégro, accepte la nomination de Đukanović : l'alliance avec les Italiens permet en effet aux Tchetniks d'être ravitaillés et fournis en armes. 
En septembre 1943, après la capitulation de l'Italie, et alors que Đukanović tente sans succès d'obtenir que les troupes italiennes lui présentent leur reddition, le territoire du Monténégro est envahi par l'Allemagne nazie. De très violents combats opposent également les Partisans et les Tchetniks. Đukanović, Stanišić, et la majorité des membres du comité national se réfugient au monastère d'Ostrog, que les communistes prennent au bout de plusieurs jours. Đukanović et les autres membres du comité sont capturés et tués.